# Canthocamptus inornatus
Canthocamptus inornatus is een eenoogkreeftjessoort uit de familie van de Canthocamptidae. De wetenschappelijke naam van de soort is voor het eerst geldig gepubliceerd in 1897 door Scott T..